# Rmdir
rmdir (de l’anglais Remove Directory, suppression de répertoire) est une commande Unix permettant de supprimer des répertoires vides.

## Utilisation
Dans un shell UNIX, la syntaxe générale est la suivante :
```
rmdir 
répertoire
```